# ダウンタウンのゆーたもん勝ち
『ダウンタウンのゆーたもん勝ち』（ダウンタウンのゆーたもんがち）は、1988年4月5日から同年9月27日まで毎日放送（MBSテレビ）で放送されたバラエティ番組。吉本興業との共同製作。

## 概要
ダウンタウンによるトークとコントが主体の番組。森の中に住んでいる設定のダウンタウンがゲストを招いてトークを展開する。ゲストは週替わりで、女性アイドルと一般公募で選ばれた小学生が参加。コントは若手お笑い芸人とのシリーズものやコンビでのコントなど。

## コーナー
オープニング
女性バレエダンサーなどを使って、森に見立てたファンタジーな衣装とセット。入口で「ドアを叩きなさい」という松本の声で、ドアから顔を出したボブキャッツ雄大の顔を女性ゲストが本当に叩いていた（思い切り叩くようお願いされていた）。
ゲストトーク
子供を女性ゲストの親などになりきらせてみる「ゆーたもん勝ちか」トークや子供の悩み相談など、ほとんどダウンタウンと子供のからみ。
ゲームコーナー
ゲストと一緒にPCエンジンの発売前のゲームを大スクリーンでプレイするハドソン協力の番組内CM。
紹介されたゲーム - R-TYPE II、パワーリーグ、ダンジョンエクスプローラー
魔法のじゅうたん
出演者一同で魔法のじゅうたんに乗り、公募で選ばれた人文字アートを見に行く。関西各地の空撮風景が楽しめた。内容は自由のはずだったが、なぜか初回の「プー」に続き「スー」「プスー」などが7回ほど続いた。
ダウンタウン2人によるミニコント
即興風のコントコーナーで、『夢で逢えたら』や『ダウンタウンのごっつええ感じ』の「何太郎君」などの原型がうかがえる。
ダウンタウンと若手芸人たちによる長編シリーズコント
「3年B組パチハチ先生」 - 『3年B組金八先生』のパロディ。
「さすらいのロボコック」 - 『ロボコップ』のパロディ。マッドサイエンティスト浜田と改造されたロボコック松本（鍋の着ぐるみ姿）のさすらいの物語。
「涙と栄光の記録　業界やん物語」 - かつての名芸能プロデューサー業界やんことジャーネ跡出（ジャーネーアトーデ 松本）と、かつての弟子の売れっ子俳優今田屋銀四郎（今田）と、弟子の頭の長い浜間田（ハママダ 浜田）などの業界人間模様。東京が舞台。
女性ゲストの歌

## 主な出演者
- ダウンタウン（松本人志、浜田雅功）
- 今田耕司
- 東野幸治
- オールディーズ（木村祐一、栩野進）
- メンバメイコボルスミ11（ビク・トリア、ココ・シャネル）
- 非常階段（シルク、ミヤコ）
- ボブキャッツ雄大（吉田ヒロの元相方）
- 南河内万歳一座（西野勝広、松下安良）
- 岡崎薫
- 内場勝則

## 放送リスト
| 放送回        | 放送日  | 新聞紙のテレビ番組表における番組内容記載     | ゲスト     | 備考                                                                                            |
| ------------- | ------- | -------------------------------------------- | ---------- | ----------------------------------------------------------------------------------------------- |
| 第1回         | 4月5日  | 「これでどーだ爆笑コント２本」               | 勇直子     |                                                                                                 |
| 第2回         | 4月12日 | 「キララとウララの必笑㊙大作戦」             | 国実百合   |                                                                                                 |
| 第3回         | 4月19日 | 「大爆笑傷だらけの天使」石川秀美             | 石川秀美   |                                                                                                 |
| 第4回         | 4月26日 | 「大爆笑ローリングサンダーマン」             | 立花理佐   |                                                                                                 |
| 第5回         | 5月3日  | 「ぱち八先生涙の誕生日」富田靖子             | 富田靖子   |                                                                                                 |
| 第6回         | 5月10日 | 「天才料理人ロボコックの誕生だ」             | 北岡夢子   |                                                                                                 |
| 第7回         | 5月17日 | 「松ちゃん本気で怒る」渡辺美奈代             | 渡辺美奈代 |                                                                                                 |
| 第8回         | 5月24日 | 「ロボコックかき氷地獄」西村知美             | 西村知美   |                                                                                                 |
| 第9回         | 5月31日 | 「大爆笑お茶パニック」酒井法子               | 酒井法子   | 収録日は5月25日(水)。                                                                           |
| 第10回        | 6月7日  | 「コント・なんだろう君の大冒険」             | 長山洋子   |                                                                                                 |
| 第11回        | 6月14日 | 「ロボコックテレビ局で大あばれ」             | 芳本美代子 |                                                                                                 |
| 第12回        | 6月21日 | 「あぶない母親と迷刑事」島田奈美             | 島田奈美   | 収録日は6月14日(火)。                                                                           |
| 第13回        | 6月28日 | 「今どきの子供のませた人生相談」             | 少女隊     | 『プロ野球～甲子園 阪神×巨人』放送（19:02 – 20:54）によって21:00より放送。                      |
| 第14回        | 7月12日 | 「涙と栄光の記録・業界やん物語」             | 伊藤智恵理 |                                                                                                 |
| 第15回        | 7月19日 | 「時代劇の切（原文ママ）られ役はつらいの巻」 | 国実百合   | 収録日は7月13日(水)。                                                                           |
| 第16回        | 7月26日 | 「アイドルをめざせ・ダンス特訓」             | 相川恵里   |                                                                                                 |
| 第17回        | 8月2日  | 「なんだろな君の大暴れ社会見学」             | 仲村知夏   | 収録日は7月26日(火)。『プロ野球～甲子園 阪神×巨人』放送（19:02 – 20:54）によって21:00より放送。 |
| 第18回        | 8月9日  | 「爆笑スターびっくり㊙リポート」             | Wink       | 収録日は8月2日(火)。                                                                            |
| 第19回        | 8月16日 | 「お化けも出るぞ寝苦しい夏の夜」             | 坂上香織   |                                                                                                 |
| 第20回        | 8月23日 | 「新婚さんいらっさーい」小川範子             | 小川範子   |                                                                                                 |
| 第21回        | 8月30日 | 「大女優と爆笑スキャンダル騒動」             | 田中律子   |                                                                                                 |
| 第22回        | 9月6日  | 「爆笑コント〝姉様〟・ウソウソ」             | 本田理沙   |                                                                                                 |
| 第23回        | 9月13日 | 「業界やんと浜間田爆笑記者会見」             | 西田ひかる |                                                                                                 |
| 第24回        | 9月20日 | 「爆笑！ゴルゴ13の殺しの作法」               | 麻田華子   | 収録日は9月14日(水)。『ソウル・オリンピック』放送（19:00 – 21:34）によって21:40より放送。       |
| 第25回 最終回 | 9月27日 | 「松本・浜田でたっぷりコント」               | ゲスト無し |                                                                                                 |

- 全て1988年。
- 放送日は出典として用いた『朝日新聞』大阪版テレビ番組表の放送予定記載に基づく。
- 「備考」欄に特記が無い回は全て19:00から放送。
- 7月5日は『特番!!あまからアベニュー「日本列島めんロード食べ歩き」』放送（19:00 – 20:00）によって本番組放送休止[27]。

## スタッフ
- 構成：萩原芳樹、岡崎晴重、浜田尊弘、大工富明
- SW：村上宜正
- カメラ：林謙一郎
- VE：徳山嘉三
- 照明：豊島克典、茂谷治
- 音声：後藤田利彦
- 音効：久保秀夫
- VTR：山本久之
- 編集：内田隆文
- MAV：犬丸正傳
- 美術：岸村信治、中井等
- 美術デザイン：三宅景子
- 衣装：大槻衣裳
- スタイリスト：KiKi
- メイク：Officeサヨコ
- タイトル：沢井和男
- AD：西本武、林佳也、馬場利恵子、川村明弘、大野大一郎
- AP：酒見正晃、平戸康晴、石山望、谷岡えり子、阿部勝浩
- プロデューサー補：黍原義和
- 協力：東通企画、ウェルカム、おふぃすまどか、アイ・ティ・エス、アーチェリー、サウンドエフェクト、メディアプラザ、すくらんぶる、大槻衣裳、ラック、OFFCE100%、ハドソン
- ディレクター：前野弘光
- 演出：嶋本征彦
- プロデューサー：田中文夫、大﨑洋
- 製作：吉本興業、毎日放送